# Гаккелевская улица
Га́ккелевская улица — улица в Приморском районе Санкт-Петербурга. Название было присвоено 4 апреля 1988 года в честь двух представителей семьи Гаккелей, давшей стране много выдающихся людей, — конструктора Якова Модестовича Гаккеля (1874—1945) и его сына, полярного исследователя Якова Яковлевича Гаккеля (1901—1965).
Согласно Реестру названий объектов городской среды, Гаккелевская улица пролегает от Приморского проспекта (фактически от Мебельной улицы) до Комендантской площади. На местности улица фактически отсутствует не только на участке от Приморского проспекта до Мебельной улицы, но и на участке от улицы Оптиков до Торфяной дороги.
На участке от Мебельной улицы до улицы Оптиков с 1999 года вдоль улицы проходит трамвайная линия.

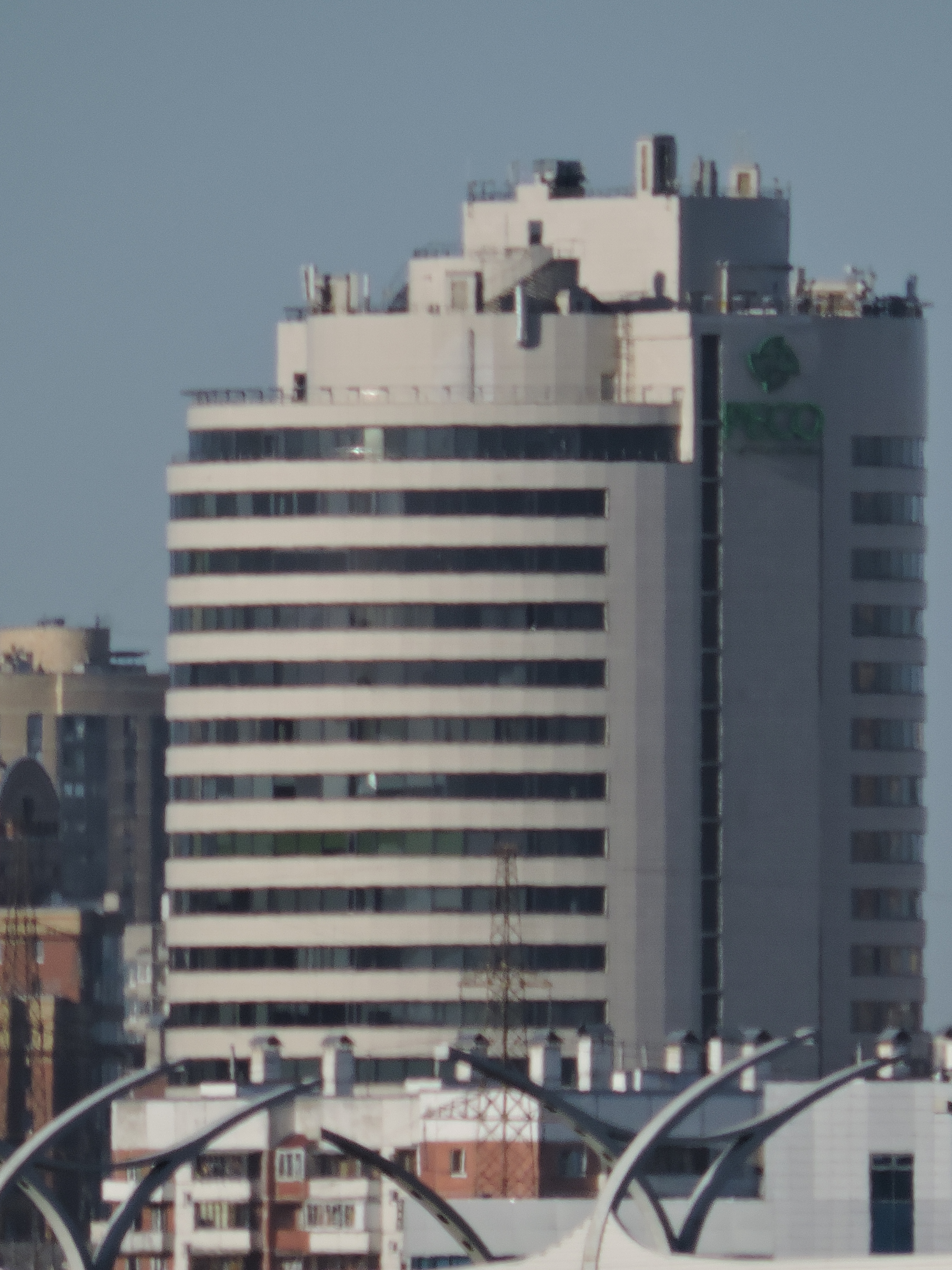
Высотное здание на Гаккелевской улице — Балтийский деловой центр

## Пересечения и примыкания
- Приморский проспект (на местности примыкание отсутствует)
- Сестрорецкая железная дорога (на местности пересечение отсутствует)
- Мебельная улица
- улица Оптиков
- Торфяная дорога
- Богатырский проспект
- Камышовая улица
- Комендантская площадь (улица Ильюшина, Комендантский проспект, улица Уточкина, проспект Испытателей)